# Convento di San Domenico (Taggia)

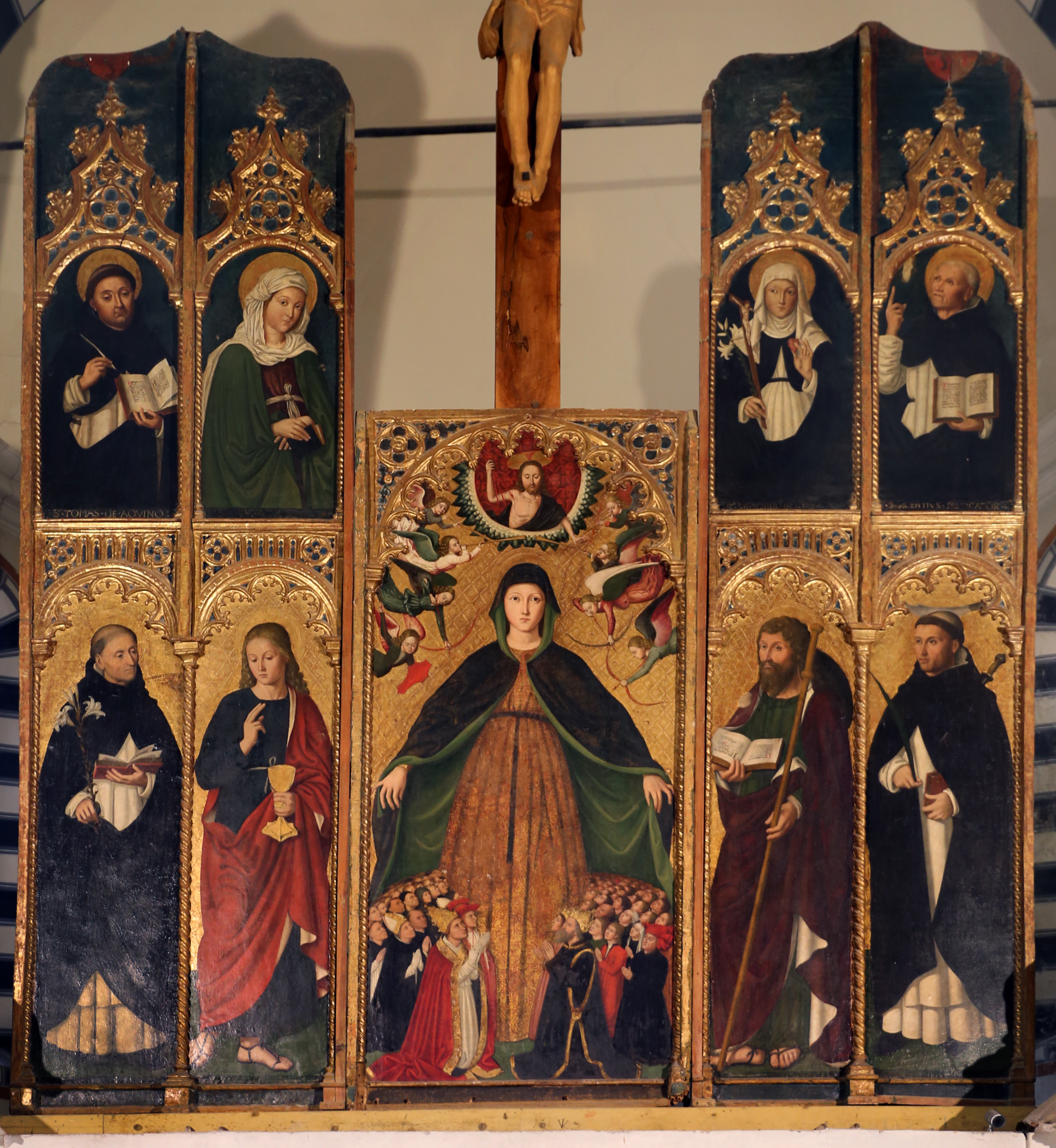
Ludovico e Antonio Brea, polittico della Madonna della misericordia, 1483-88

Il convento di San Domenico è un luogo di culto cattolico situato nel comune di Taggia, in piazza Beato Cristoforo, in provincia di Imperia.

## Storia e descrizione
Il convento venne fondato per volontà del padre domenicano Cristoforo da Milano nel 1459. Gli edifici, ad oggi considerati tra le più grandi pinacoteche della scuola pittorica ligure e nizzarda, furono costruiti tra il 1460 e il 1490 dai maestri comacini Gasperino da Lancia e Filippo da Carlono.

### Chiostro
La costruzione del chiostro avvenne negli anni settanta del Quattrocento, con la collocazione delle colonne tardogotiche del loggiato: cinque arcate per lato, su di un perimetro quadrato lungo il quale si svolge l’attività conventuale. La copertura è costituita da volte a crociera, mentre le pareti terminano con le lunette nelle quali sono dipinte (1613) le Storie di San Domenico. Dal chiostro si accede alla chiesa, alla sagrestia, cui segue immediatamente la sala capitolare e quindi la cappella feriale adibita a museo.
Al piano superiore dell'ala occidentale si trovava la biblioteca, mentre l'ala settentrionale è contraddistinta dall'accesso al refettorio, che conserva l'affresco di Giovanni Canavesio, Crocifissione con Maria, Giovanni e san Domenico (con le fattezze del beato Cristoforo da Milano), 1482 ca..

### Chiesa
All'interno della chiesa, dedicata a Santa Maria Misericordiarum, oltre alla presenza dei dodici altari, sono conservate importanti opere pittoriche di numerosi artisti, dal rinascimento al tardo barocco. 
Del maggiore autore del rinascimento ligure, Ludovico Brea, sono presenti cinque opere: la prima ad essere stata commissionata è il polittico della Madonna della Misericordia posto sull'altare maggiore, realizzato nel periodo 1483-1488, in collaborazione con il fratello Antonio. Al centro, secondo l'iconografia tradizionale la Vergine è raffigurata in piedi, in grandi dimensioni, mentre allarga il proprio mantello per accogliervi, al di sotto, i fedeli inginocchiati, fra i quali si distinguono il papa e l'imperatore. La affiancano, nel registro inferiore, Domenico e Giovanni evangelista, Giacomo e Pietro martire, a figura intera. Nel registro superiore, a mezza figura, Tommaso d'aquino e forse sant'Anna, Caterina da Siena e Vincenzo Ferrer, attribuiti al fratello Antonio.
Segue il polittico raffigurante Santa Caterina da Siena tra sant'Agata e santa Lucia, commissionatogli nel 1488 dalle suore terziarie di S. Domenico, oggi in una cappella laterale, sempre a fondo oro, completato dall'Annunciazione di Maria e dai due Arcangeli. 
Al 1495 risale il polittico del Battesimo di Cristo, posto a fianco dell'altare maggiore. L'ultima opera realizzata da Brea per il convento è la Madonna del Rosario del 1513. La Madonna col Bambino è posta sul trono fiancheggiata da San Domenico e da santa Caterina, mentre alle sue spalle un ampio paesaggio sostituisce il tradizionale fondo oro. 
Sempre al periodo di fine Quattrocento risale un'altra opera di transizione fra il gotico e il rinascimento, il polittico con San Domenico e i quattro Padri della Chiesa del pittore locale Giovanni Canavesio; san Domenico, secondo la tradizione, è ritratto con le sembianze del Beato Cristoforo, fondatore del convento. Vi sono poi, da sinistra, i santi Ambrogio, Gregorio, Gerolamo ed Agostino, e nel registro superiore san Luigi IX re di Francia. I blasoni delle famiglie committenti furono abrasi durante la Repubblica Ligure. 
Nella cappella che ospita il sepolcro del Beato Cristoforo da Milano, è conservato un Crocifisso ligneo della prima metà del XV secolo. Del pittore locale Emanuele Macario da Pigna è la Crocifissione e santi eseguita tra 1530 e 1532. Il volto e il seno di santa Caterina furono sfregiati dai pirati barbareschi durante un'incursione del 1564 e sono ancora ben visibili i colpi inferti. 
Tra le altre opere esposte un'Adorazione dei Magi attribuita al Parmigianino, di Gregorio De Ferrari I santi Rosa da Lima, Vincenzo Ferrer e Luigi Bertràn, di Giovan Battista Trotti detto il Malosso Natività di Gesù con san Pietro martire (1599).
Dello scultore barocco Giacomo Antonio Ponsonelli è la statua in marmo di Carrara della Madonna del Rosario, probabilmente eseguita da un bozzetto di Filippo Parodi.

## Galleria d'immagini

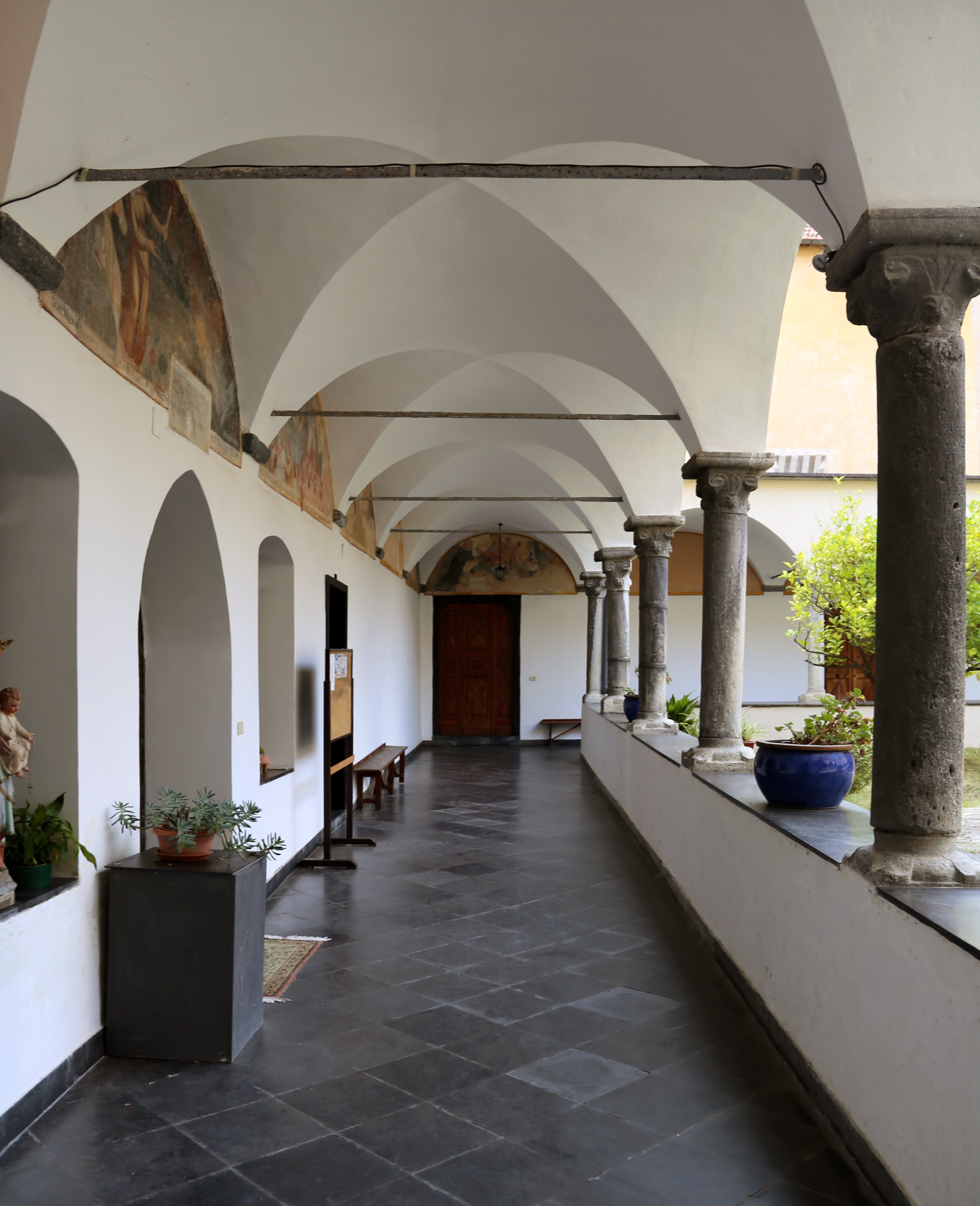
Il chiostro
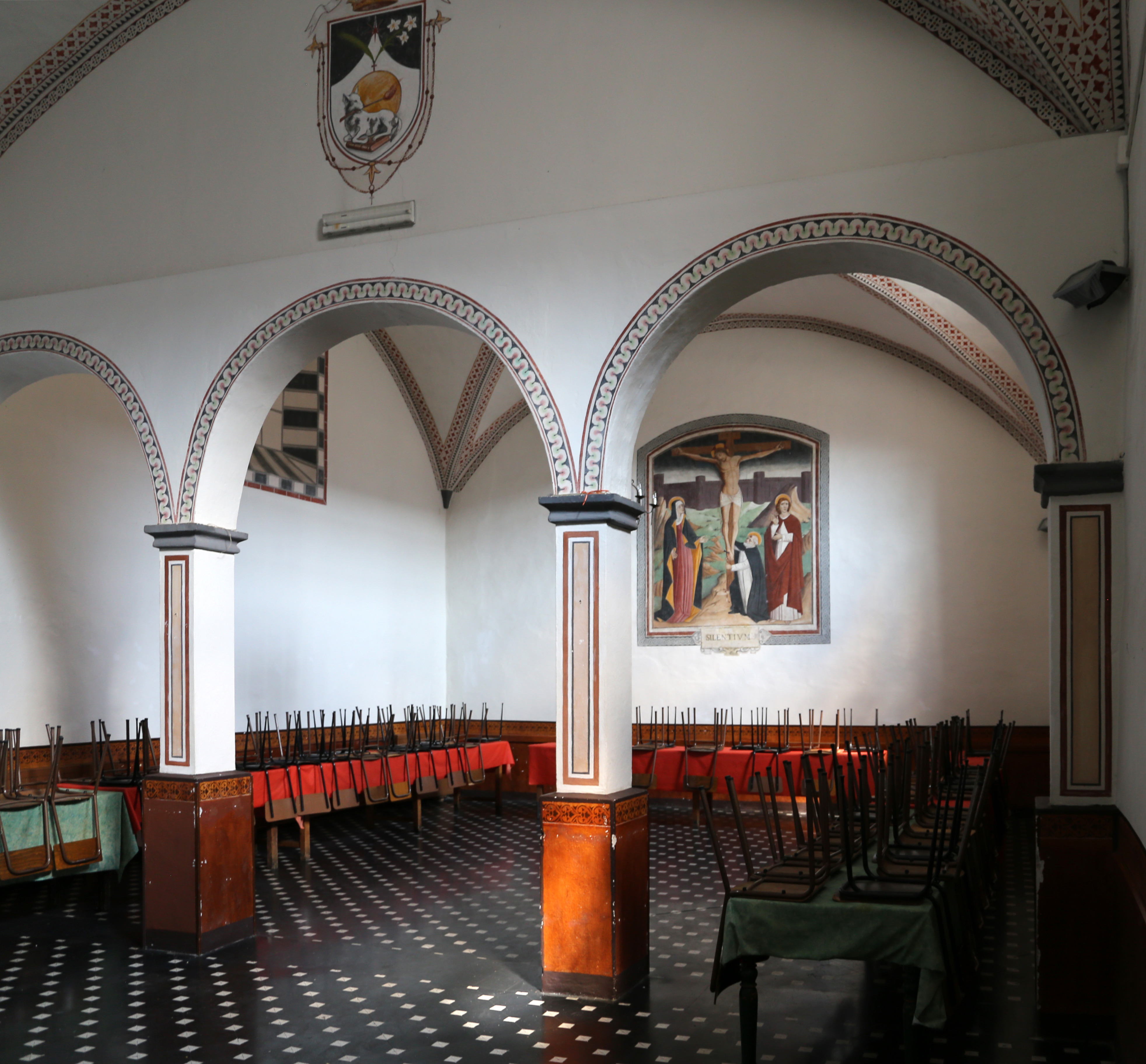
Refettorio
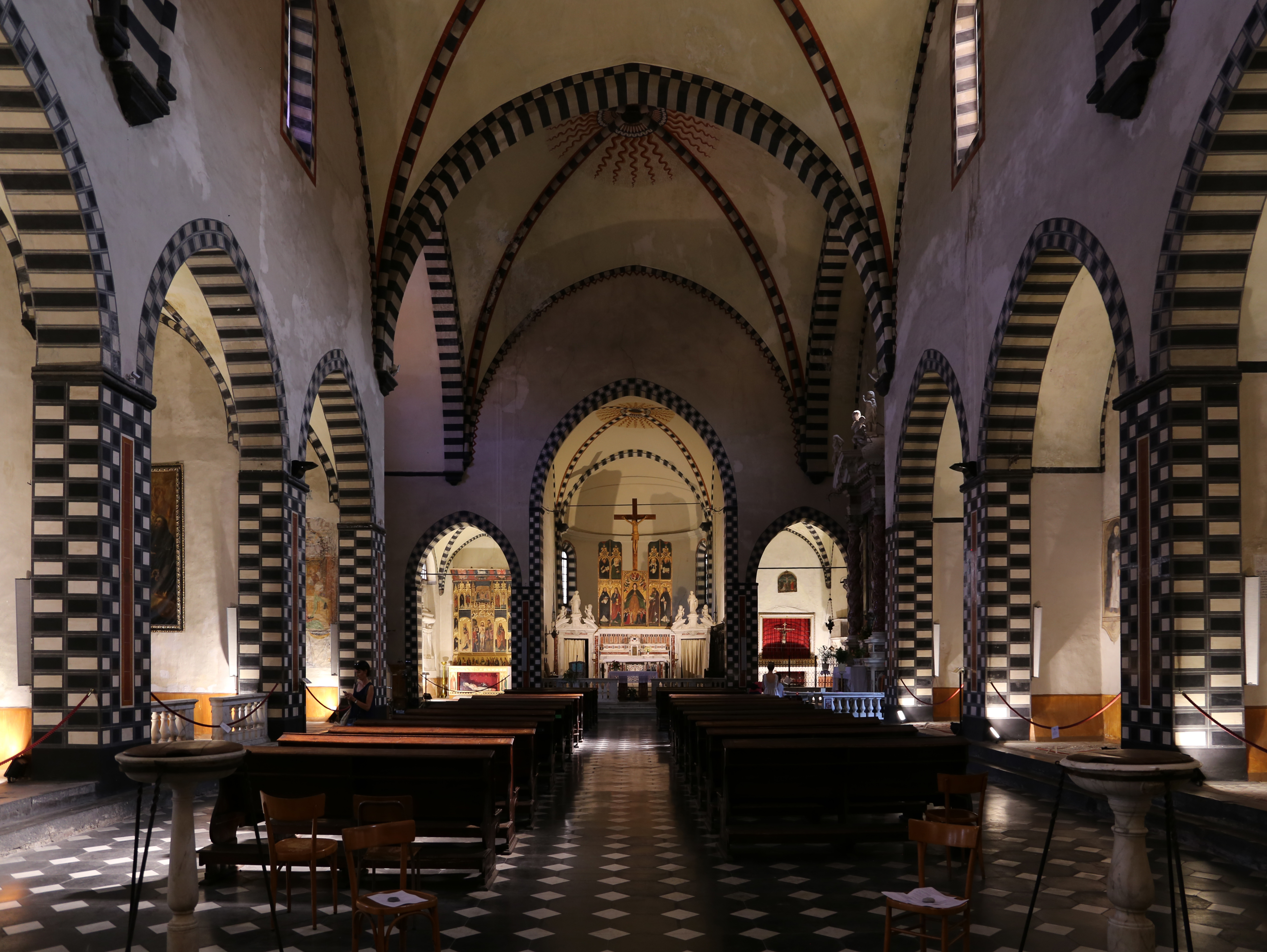
Interno della chiesa
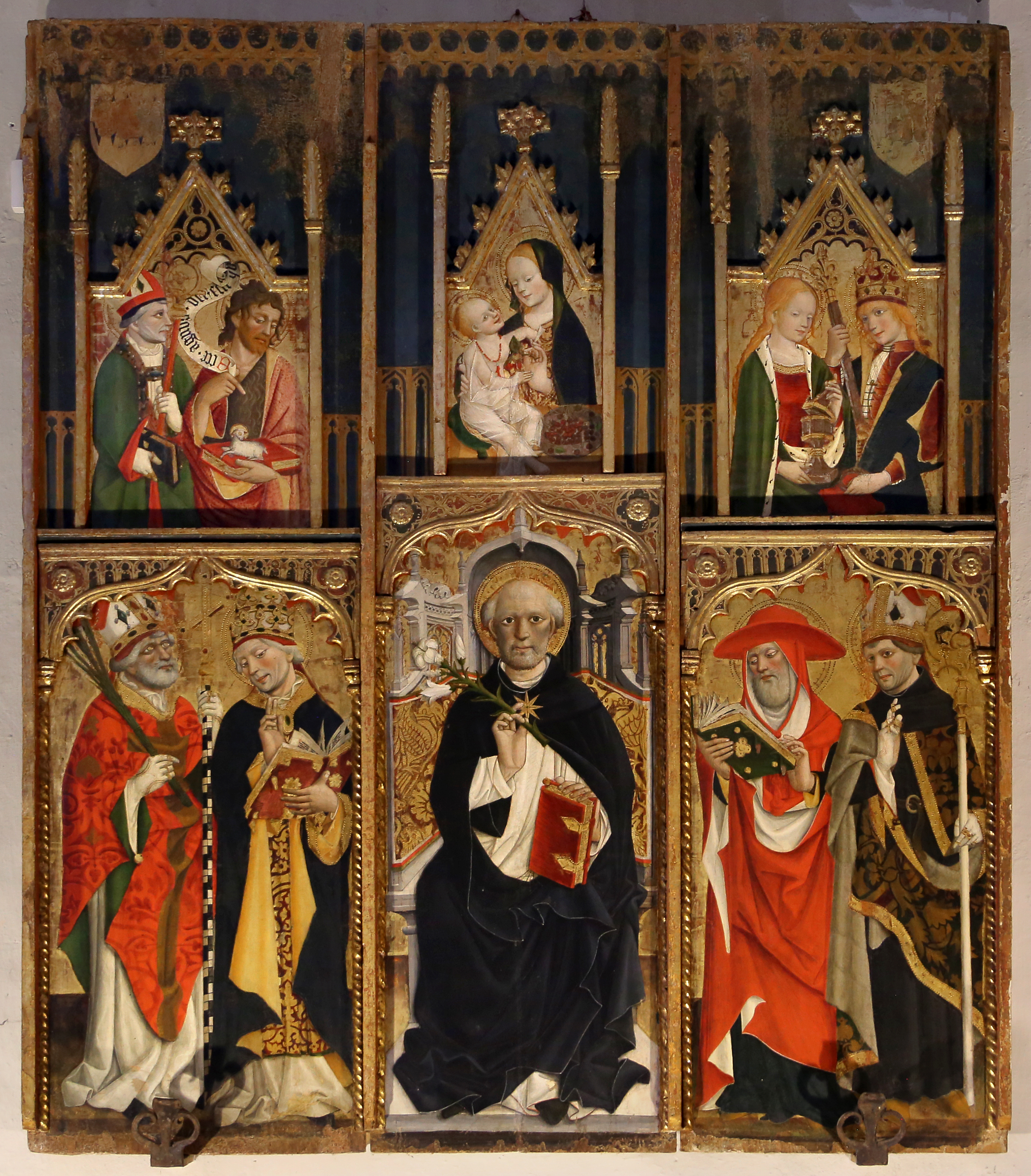
San Domenico e i quattro Padri della Chiesa, polittico di Giovanni Canavesio
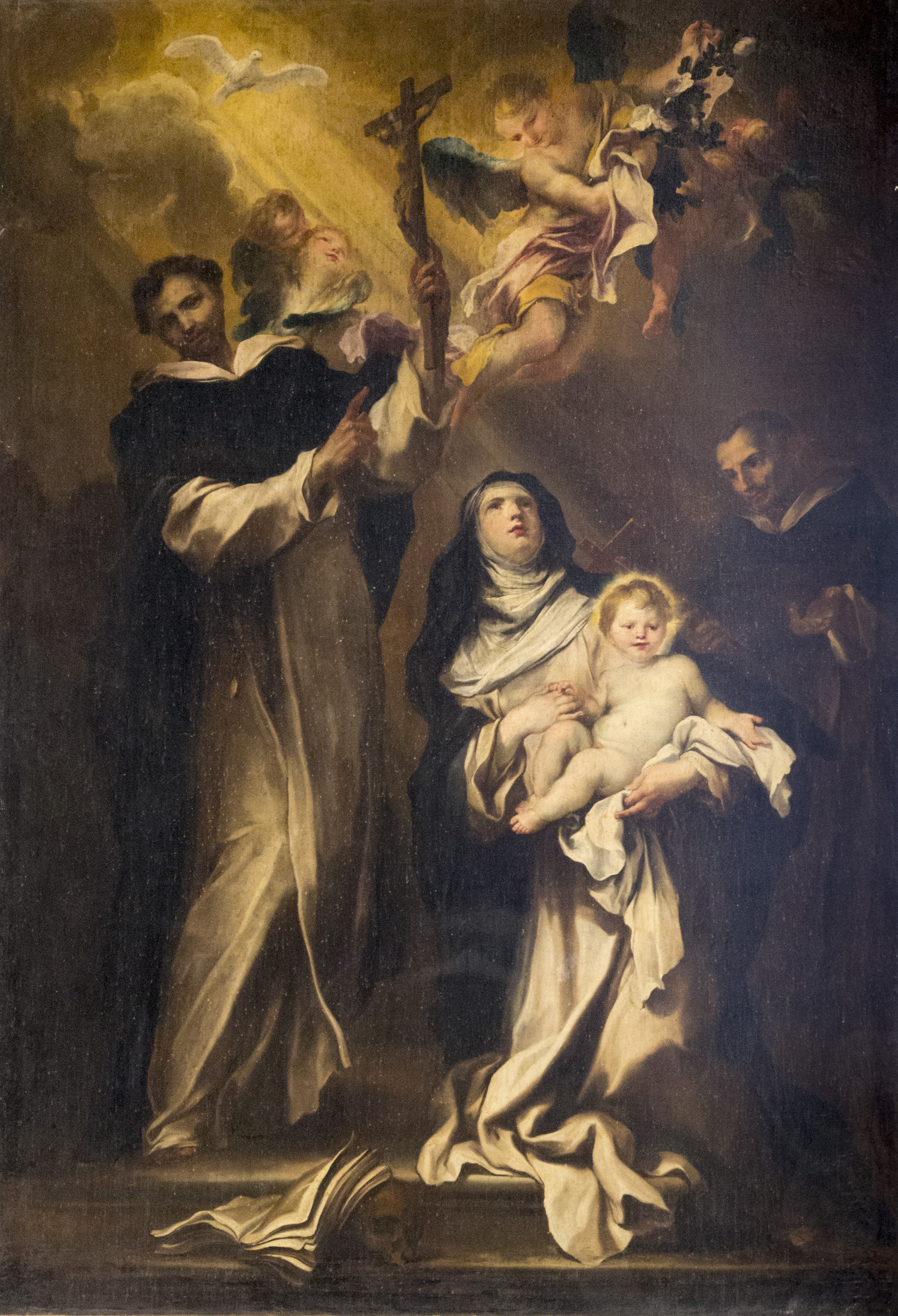
Gregorio de Ferrari, I ss. Rosa da Lima, Vincenzo Ferrer e Luigi Bertràn
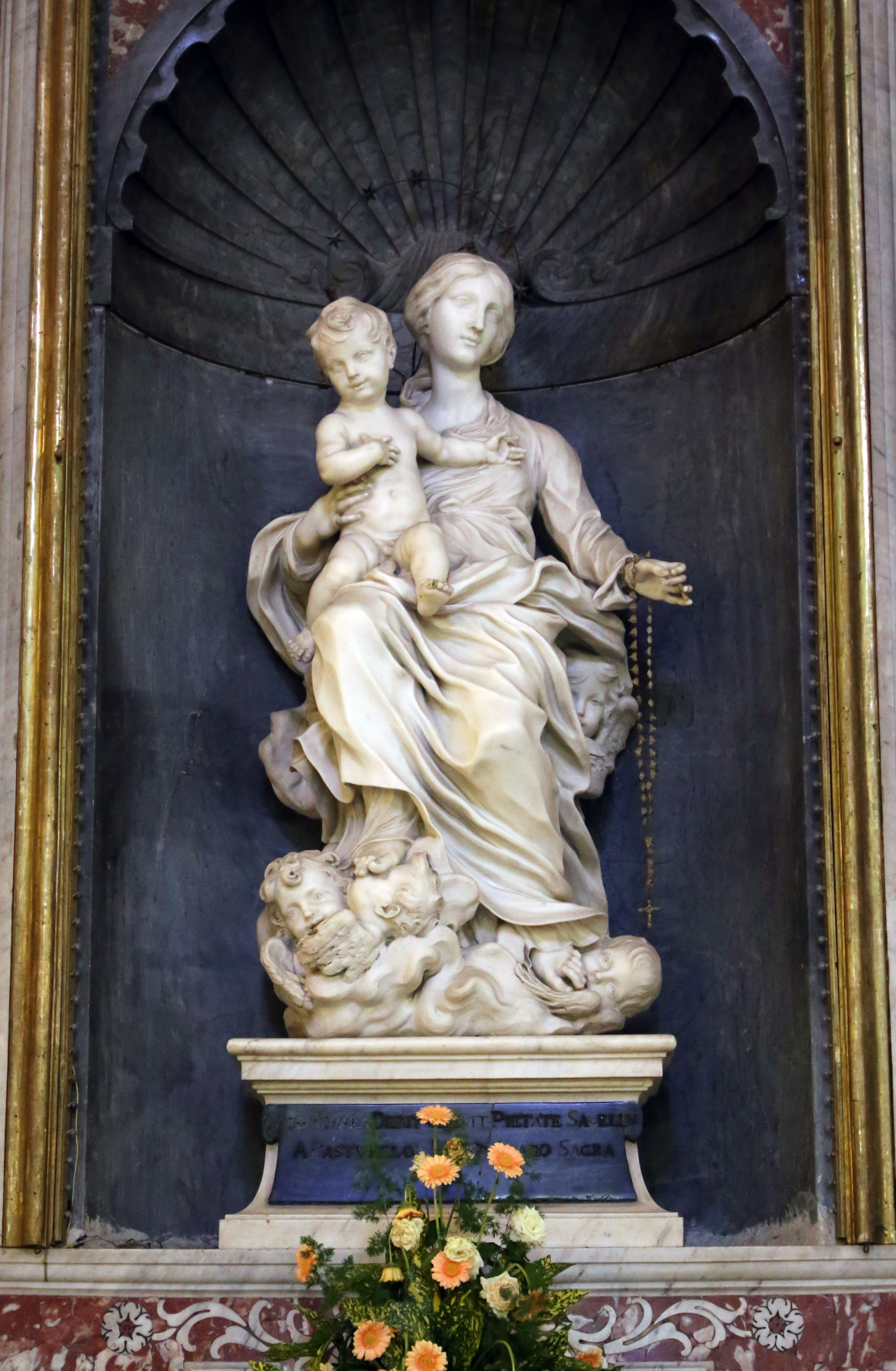
Giacomo Ponsonelli, Madonna del Rosario (ante 1709)